# 石原裕貴
石原 裕貴（いしはら ゆうき、1991年〈平成3年〉3月19日 - ）は、日本のバスケットボール選手。静岡県出身。ポジションはポイントガード。B3リーグ・アイシン アレイオンズに所属していた。

## 来歴
浜松学院中学校・高等学校（元興誠高校）を卒業後、大阪学院大学に進学。
卒業後、アイシン・エィ・ダブリュ アレイオンズ安城（現アイシン アレイオンズ）に入団。

## 経歴
- 焼津市立豊田小学校
- 焼津市立豊田中学校
- 浜松学院高等学校（元興誠高等学校）
- 大阪学院大学
- アイシン・エィ・ダブリュ アレイオンズ安城
- アイシン アレイオンズ